# Nesticella marapu
Nesticella marapu là một loài nhện trong họ Nesticidae.
Loài này thuộc chi Nesticella. Nesticella marapu được miêu tả năm 2004 bởi Benjamin.